# Üvegházi törpepók
Az üvegházi törpepók (Parasteatoda tepidariorum) a törpepókfélék (Theridiidae) családjához tartozó Parasteatoda nem egy faja. Az eredetileg trópusi pókfaj az egyik leggyakoribb kozmopolita épületlakó pók, Észak- és Dél-Amerikában, de a Kárpát-medencében is általánosan elterjedt. Neve ellenére nem csak üvegházakban, hanem más, párás környezetet nyújtó épületekben, és félig szabadtéri építményekben (buszváró, kemping vizesblokkja stb.) is jelen van.

## Jellemzői
A hím 3–4 mm, a nőstény 5–7 mm hosszú (kinyújtott lábakkal a 2,5 cm-t is elérhetik), a petékkel telt nőstényeket figyelembe véve a Kárpát-medence egyik legnagyobb törpepókfaja. Nem feltűnő, alapszíne többnyire szennyessárga, fejtora egyszínű sárgásbarna. A fejtornál kétszer magasabbra érő potroh világos alapon apró, sötét foltokkal van sűrűn megszórva. A karcsú, hosszú lábak ízei sötéten gyűrűzöttek. Viszonylag nagyméretű hurokhálókat készít, többnyire ebben is tartózkodik. A hím és a nőstény sokszor hosszabb ideig megosztja hálóját, így olykor egy hálóban több pók is található. A nőstények gyakran egymáshoz közel készítenek hálót, de harcolnak egymással, ha találkoznak. Borsó méretű, barna színű petecsomóit papírszerű szövedékburkolat fedi. Egy petecsomó 100-400 petét tartalmazhat, egyetlen nőstény akár 17 petecsomót rak le. A kis pókok néhány napig maradnak anyjuk hálójában.
Több más pók is zsákmányol üvegházi törpepókot, így a bütyköspókok (Mimetidae) közül a Mimetus puritanus, és több ugrópókfaj, mint a Phidippus variegatus vagy a Metacyrba undata. A rablópoloskák (Reduviidae) Emesinae alcsaládjába tartozó Stenolemus lanipes kizárólagos táplálékát képezik az üvegházi törpepók fiatal egyedei.
Az üvegházi törpepók nem agresszív, nagyon ritkán csípi meg az embert, mérge pedig veszélytelen rá. Hálójából eltávolítva rossz látása és testalkata miatt tehetetlen. Étrendjük legyekből, szúnyogokból és más apró gerinctelen állatokból áll. Ezek miatt jelenléte a házakban jól tolerálható.

## Fordítás
- Ez a szócikk részben vagy egészben a Parasteatoda tepidariorum című angol Wikipédia-szócikk ezen változatának fordításán alapul.  Az eredeti cikk szerkesztőit annak laptörténete sorolja fel. Ez a jelzés csupán a megfogalmazás eredetét és a szerzői jogokat jelzi, nem szolgál a cikkben szereplő információk forrásmegjelöléseként.

## Külső hivatkozások
- A. tepidariorum-képek (nemkereskedelmi felhasználásra ingyenesek)
- Üvegházi törpepók a Florida Egyetem / IFAS Featured Creatures weboldalon

## Képgaléria

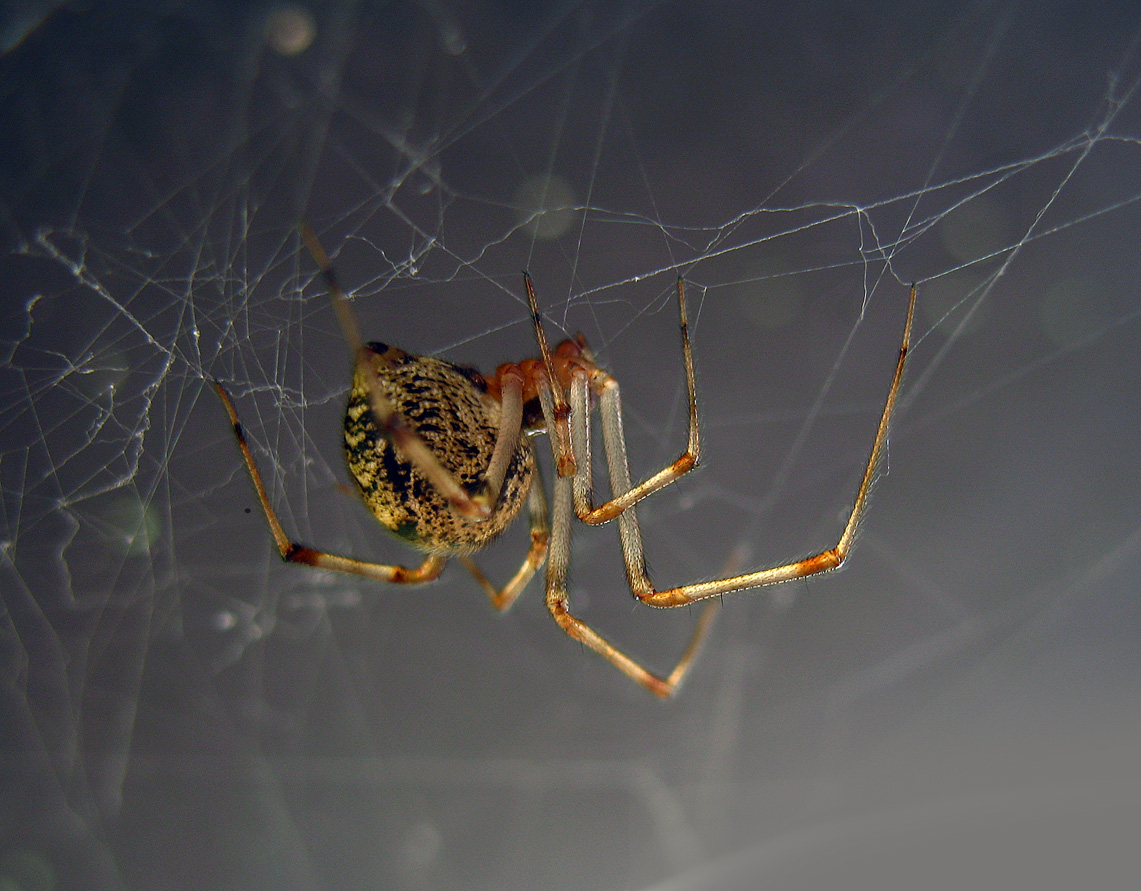
P. tepidariorum
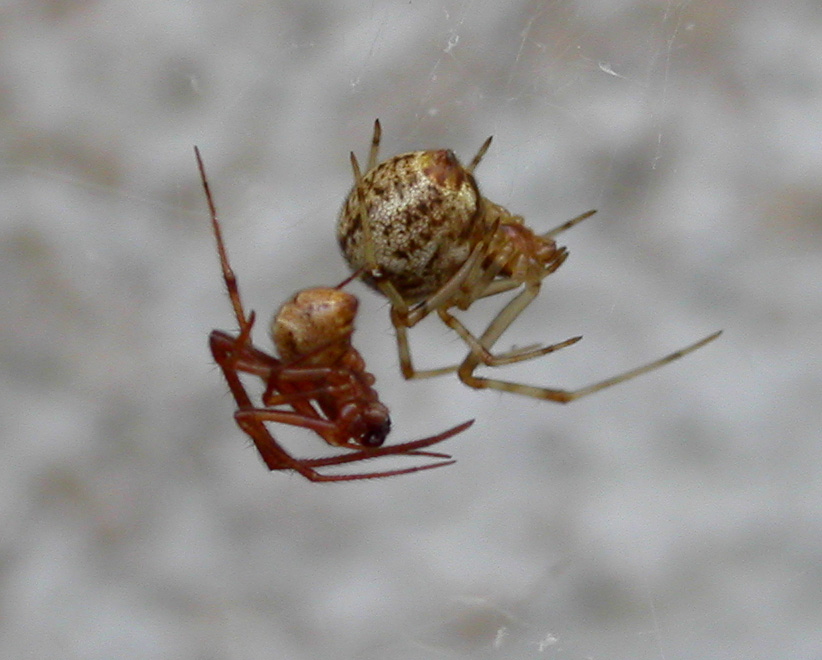
Hím és nőstény